# Myotis ater
Myotis ater is een vleermuis uit het geslacht Myotis.

## Verspreiding
Deze soort komt voor van Vietnam tot de Molukken en mogelijk in de Filipijnen, Papoea-Nieuw-Guinea en Australië. Deze soort is nauw verwant aan de iets kleinere Myotis muricola, die over een groot deel van het verspreidingsgebied samen met deze soort voorkomt. De afgrenzing met M. muricola is nog onduidelijk en sommige populaties zijn nog niet in een van beide soorten geplaatst. Ook de Australische soort Myotis australis, die slechts van het holotype bekend is (hoewel een ander exemplaar mogelijk ook die soort vertegenwoordigt), vertegenwoordigt misschien ook M. ater. De populatie op Borneo wordt tot de ondersoort M. a. nugax gerekend; de meest westelijke populaties vertegenwoordigen mogelijk andere soorten.